# Roskilde (provincie)
Roskilde Amt (provincie Roskilde) is een voormalige provincie van Denemarken op het eiland Seeland in het oosten van het land. Er woonden 236.000 inwoners (2003) en de provincie besloeg toen 891 km². Per 1 januari 2007 werden alle provincies in Denemarken opgeheven. Roskilde is sindsdien deel van de nieuwe regio Seeland.

## Gemeenten
| - Bramsnæs - Greve - Gundsø - Hvalsø - Køge - Lejre | - Ramsø - Roskilde - Skovbo - Solrød - Vallø |

Hoofdstad (Inclusief Bornholm) · Midden-Jutland · Noord-Jutland · Seeland · Zuid-Denemarken

Tot 2007: Aarhus · Bornholm · Frederiksborg · Funen · Kopenhagen · Noord-Jutland · Ribe · Ringkjøbing · Roskilde · Storstrøm · Vejle · Vestsjælland · Viborg · Zuid-Jutland 